# Marek Mróz (piłkarz)
Marek Mróz (ur. 18 lutego 1999 w Nowym Sączu) – polski piłkarz grający na pozycji ofensywnego pomocnika w klubie Zagłębie Lubin.

## Kariera juniorska
Mróz grał jako junior w Sandecji Nowy Sącz (do 2013) i Lechu Poznań (2014–2017).

## Kariera seniorska

### Lech Poznań II
Mróz zadebiutował w rezerwach Lecha Poznań 1 kwietnia 2017 w wygranym 5:1 spotkaniu przeciwko Jarocie Jarocin, zdobywając wtedy też swoją pierwszą bramkę. Łącznie rozegrał dla nich 23 mecze, strzelając 6 goli.

### Bruk-Bet Termalica Nieciecza
Mróz został wypożyczony do Bruk-Bet Termaliki Nieciecza 25 czerwca 2018. Debiut dla nich zaliczył 21 lipca 2018 w meczu z Bytovią Bytów (przeg. 1:2). W ich barwach wystąpił jeszcze w dwóch spotkaniach.

### GKS Jastrzębie
Mróz trafił na wypożyczenie do GKS Jastrzębie 22 lutego 2019. Zadebiutował u nich 9 marca 2019 w meczu z Chrobrym Głogów (przeg. 1:0). 10 lipca GKS Jastrzębie poinformował o wykupieniu Mroza z Lecha Poznań. Pierwszą bramkę zawodnik ten zdobył 26 listopada 2019 w zremisowanym 1:1 meczu z Puszczą Niepołomice. Łącznie dla GKS Jastrzębie rozegrał on 72 mecze, strzelając 6 goli.

### Resovia
Mróz przeniósł się do Resovii 20 lipca 2021. Debiut dla nich zaliczył 31 lipca 2021 w zremisowanym 2:2 spotkaniu przeciwko GKS Katowice. Pierwszego gola strzelił 21 sierpnia 2021 w meczu ze swoim byłym klubem – GKS Jastrzębie (1:1). Ostatecznie w ich barwach wystąpił on 63 razy, zdobywając 16 bramek.

### Zagłębie Lubin
Mróz przeszedł do Zagłębia Lubin 21 czerwca 2023. Zadebiutował u nich 23 lipca 2023 w meczu z Ruchem Chorzów (wyg. 2:1). Pierwszą bramkę zdobył 27 września 2023 w wygranym 2:3 spotkaniu Pucharu Polski przeciwko Sokołowi Kleczew.
W sezonie 2023/2024 Mróz dwukrotnie wystąpił w rezerwach Zagłębia, w jednym meczu z Kotwicą Kołobrzeg (20 września 2023, przeg. 2:3) strzelił gola.

## Kariera reprezentacyjna

### Polska U-15
Mróz został powołany do kadry Polski U-15 w marcu 2014 na mecze sparingowe z Walią. Wystąpił w obu z nich.

### Polska U-16
Mróz dwukrotnie wystąpił w reprezentacji Polski U-16. Były to spotkanie rozegrane 15 i 17 września 2024 z Irlandią Północną (5:0; 1:1).

## Statystyki

### Klubowe
(aktualne na dzień 19 lutego 2025)
| Klub                         | Sezon              | Liga               | Liga  | Liga   | Puchar kraju | Puchar kraju | Suma  | Suma   |
| Klub                         | Sezon              | Liga               | Mecze | Bramki | Mecze        | Bramki       | Mecze | Bramki |
| ---------------------------- | ------------------ | ------------------ | ----- | ------ | ------------ | ------------ | ----- | ------ |
| Lech Poznań II               | 2016/17            | III liga           | 9     | 2      | 0            | 0            | 9     | 2      |
| Lech Poznań II               | 2017/18            | III liga           | 14    | 4      | 0            | 0            | 14    | 4      |
| Lech Poznań II               | Ogólnie            | Ogólnie            | 23    | 6      | 0            | 0            | 23    | 6      |
| Bruk-Bet Termalica Nieciecza | 2018/19            | I liga             | 2     | 0      | 1            | 0            | 3     | 0      |
| Bruk-Bet Termalica Nieciecza | Ogólnie            |                    | 2     | 0      | 1            | 0            | 3     | 0      |
| GKS Jastrzębie               | 2018/19            | I liga             | 9     | 0      | 0            | 0            | 9     | 0      |
| GKS Jastrzębie               | 2019/20            | I liga             | 26    | 3      | 2            | 0            | 28    | 3      |
| GKS Jastrzębie               | 2020/21            | I liga             | 33    | 3      | 2            | 0            | 35    | 3      |
| GKS Jastrzębie               | Ogólnie            |                    | 68    | 6      | 4            | 0            | 72    | 6      |
| Resovia                      | 2021/22            | I liga             | 32    | 6      | 1            | 0            | 33    | 6      |
| Resovia                      | 2022/23            | I liga             | 28    | 10     | 2            | 0            | 30    | 10     |
| Resovia                      | Ogólnie            | Ogólnie            | 60    | 16     | 3            | 0            | 63    | 16     |
| Zagłębie Lubin               | 2023/24            | Ekstraklasa        | 26    | 1      | 2            | 1            | 28    | 2      |
| Zagłębie Lubin               | 2024/25            | Ekstraklasa        | 21    | 2      | 3            | 0            | 24    | 2      |
| Zagłębie Lubin               | Ogólnie            | Ogólnie            | 47    | 3      | 5            | 1            | 52    | 4      |
| Zagłębie Lubin II            | 2023/24            | II liga            | 2     | 0      | 0            | 0            | 2     | 0      |
| Zagłębie Lubin II            | Ogólnie            | Ogólnie            | 2     | 0      | 0            | 0            | 2     | 0      |
| Ogólnie w karierze           | Ogólnie w karierze | Ogólnie w karierze | 202   | 31     | 13           | 1            | 215   | 32     |

### Reprezentacyjne
(aktualne na dzień 19 lutego 2025)
| Reprezentacja      | Rok                | Mecze | Bramki |
| ------------------ | ------------------ | ----- | ------ |
| Polska U-15        | 2014               | 2     | 0      |
| Ogólnie            | Ogólnie            | 2     | 0      |
| Polska U-16        | 2014               | 2     | 0      |
| Ogólnie            | Ogólnie            | 2     | 0      |
| Ogólnie w karierze | Ogólnie w karierze | 4     | 0      |

| Mecze i gole w reprezentacji | Mecze i gole w reprezentacji | Mecze i gole w reprezentacji | Mecze i gole w reprezentacji | Mecze i gole w reprezentacji | Mecze i gole w reprezentacji | Mecze i gole w reprezentacji | Mecze i gole w reprezentacji |
| Polska U-15                  | Polska U-15                  | Polska U-15                  | Polska U-15                  | Polska U-15                  | Polska U-15                  | Polska U-15                  | Polska U-15                  |
| Lp.                          | Data                         | Miejsce                      | Gospodarz                    | Gość                         | Wynik                        | Gol                          | Rozgrywki                    |
| ---------------------------- | ---------------------------- | ---------------------------- | ---------------------------- | ---------------------------- | ---------------------------- | ---------------------------- | ---------------------------- |
| 1.                           | 18.03.2014                   | Rhyl                         | Walia U-15                   | Polska U-15                  | 1:3                          |                              | Mecz towarzyski              |
| 2.                           | 20.03.2014                   |                              | Walia U-15                   | Polska U-15                  | 0:1                          |                              | Mecz towarzyski              |
| Polska U-16                  |                              |                              |                              |                              |                              |                              |                              |
| Lp.                          | Data                         | Miejsce                      | Gospodarz                    | Gość                         | Wynik                        | Gol                          | Rozgrywki                    |
| 1.                           | 15.09.2014                   | Szprotawa                    | Polska U-16                  | Irlandia Północna U-16       | 5:0                          |                              | Mecz towarzyski              |
| 2.                           | 17.09.2014                   | Kołobrzeg                    | Polska U-16                  | Irlandia Północna U-16       | 1:1                          |                              | Mecz towarzyski              |